# Tỷ Can
Tỷ Can (tiếng Trung: 比干: ? - ?), họ Tử, thị Tỷ, là một nhà chính trị thời nhà Thương, được hậu thế tôn làm Thần Tài.

## Cuộc đời
Tỷ Can người Mạt Ấp, là hậu duệ Đế Khốc, con trai Thái Đinh và do đó là chú ruột của Đế Tân, được phong ở đất Tỷ (Tỷ Ấp). Tỷ Can từ nhỏ thông tuệ, chăm chỉ, giữ chức Thiếu sư (Tể tướng) nhà Thương.
Theo truyền thuyết và câu chuyện xoay quanh Tỷ Can, ông được biết đến như một trung thần, luôn can gián nên khiến Đế Tân mất lòng. Đặc biệt, Tỷ Can cực kỳ có mâu thuẫn với sủng phi của Đế Tân là Đát Kỷ.
Một lần, Tỷ Can không thể chịu được hành vi của Đát Kỷ, khẳng khái trước mặt Đế Tân mà nói: Không nghe theo điển phạm của đời trước, lại chỉ chăm chăm nghe theo ý kiến của một mụ đàn bà, ngày rước họa không còn xa nữa! Đế Tân tức giận giết chết Tỷ Can rất tàn khốc bằng cách cho người mổ tim ông.
Chu Vũ vương diệt nhà Thương, phong Tỷ Can làm Lũng Thần (壟神), tức Quốc Thần (國神). Thời Xuân Thu, Khổng Tử có lời tán, gọi Vi Tử, Cơ Tử, Tỷ Can là "Ân tam nhân" (殷三仁)..

### Nghi vấn
Căn cứ theo Hạ Thương Chu đoạn đại công trình, cùng một số phát hiện văn miếu bia mộ của Tỷ Can, đều cho thấy thân thế Tỷ Can có phần khác biệt so với truyền thuyết, đặc biệt là việc Tỷ Can sống lâu hơn Đế Tân, cho thấy truyền thuyết này chỉ là hư cấu. Sớm nhất lưu truyền truyền thuyết này, có thể phải đến thời Xuân Thu, thời kỳ đã quá xa xôi, lúc này hình ảnh Đế Tân đang ngày càng bị tô vẽ ác hóa, nên có khả năng truyền thuyết Tỷ Can bị móc tim chỉ là bịa đặt dâng lên rất cao. Sang thời Chiến Quốc, lại có cách nói Tỷ Can cũng như Khuất Nguyên, đã nhảy sông mà chết.
Sử học gia cận đại tên Cố Hiệt Cương (顾颉刚) chỉ ra rằng, Tỷ Can là chú của Đế Tân, mà cũng là cậu của Chu Vũ vương Cơ Phát. Chính thân phận đặc thù này của ông đã khiến ông luôn là người điều đình giữa hai thế lực Ân-Chu. Nhưng mà cuối cùng điều đình thất bại mà hai bên khai chiến, Tỷ Can rất có thể bị chết trong chiến loạn. Sau đó, Chu Vũ vương chỉ có thể qua loa làm lại mộ phần, điều này phù hợp với sử ký ghi lại việc Chu Vũ vương cho làm lại mộ của Tỷ Can.

## Trong văn hóa
Trong tiểu thuyết Phong thần diễn nghĩa, hình ảnh của Tỷ Can được giữ nguyên theo cổ sử. Tỷ Can vì không thể ra người tài, có một viên "Thất khiếu linh lung tâm", cũng chính là một trái tim có bảy cái lỗ quý hiếm, sau trung thần Tỷ Can nhân thẳng gián Trụ vương, mà đắc tội với Trụ vương cùng Đát Kỷ.
Tỷ Can liên tiếp ba ngày ba đêm không rời Trích Tinh lâu trong cung, trách mắng Đát Kỷ dâm loạn, ông mong muốn Trụ vương hối cải để làm người mới, lấy chấn triều cương, hơn nữa đã từng đốt động hồ ly tinh của Đát Kỷ, nên bị Đát Kỷ ghi hận cực sâu. Ông nói Trụ: Không tu hoc Tiên vương điển pháp, mà dùng lời của con đàn bà, đại họa không xa rồi!. Sau đó, Tỷ Can bị Trụ Vương dùng hình xẻo tim mà chết.
Tỷ Can được Khương Tử Nha bảo hộ, bảo vệ được lục phủ ngũ tạng, sau khi mổ tim vẫn cứ bất tử. Tuy nhiên, sau khi rời cung, Tỷ Can cần hỏi một người bán rau muống trên đường rằng: Người không tim thì có thể sống không?. Nếu người trả lời là có, thì Tỷ Can sẽ sống. Nếu ngược lại thì sẽ chết ngay lập tức. Kết quả trên đường Tỷ Can bỏ chạy, nghe một người nói Không tim tức chết, liền chết ngay. Do đó, ông được gọi là Tuyên cổ đệ nhất trung thần (亙古第一忠臣). Từ đây, hễ phải dùng bói toán mà cần trưng cầu dân ý, người ta gọi là "Tỷ Can chiêm bốc pháp" (比干占卜法).
Khi Khương Tử Nha phù Chu diệt Trụ thành công, ông phụng Nguyên Thủy Thiên Tôn phong thần, Tỷ Can được phong Văn Khúc tinh quân.

## Thờ phụng
Ngày nay, tại Vệ Huy có miếu Tỷ Can, còn có di tích kiếm Khổng Tử khắc lên bia. Bắc Ngụy Hiếu Văn Đế từng làm bài bia Điếu Tỷ Can, tuổi thọ trên ngàn năm. Căn cứ Ký huyện chí (淇縣志) ghi lại, huyện Kỳ, Hạc Bích ở Hà Nam có Tam Nhân miếu (三仁廟), là thờ Tỷ Can cùng Vi Tử, Cơ Tử. Thời Đường, Tỷ Can được truy tặng Thái sư, thụy Trung Liệt. Thời Nguyên truy tặng thêm thụy Nhân Hiển (仁显忠烈公).
Trong tín ngưỡng Đài Loan, sau khi Tỷ Can chết, Ngọc Hoàng Đại Đế cho rằng Tỷ Can bởi vì làm người tận trung, cương trực ghét a dua nịnh hót, ái quốc ái dân, lại vô tội bị hại mà mổ tim, vì vậy phong làm Thần Tài, dùng khổng tước để cưỡi.